# Irina Vladimirovna Odoyetseva
Irina Vladimirovna Odoyetseva (tiếng Nga: Ирина Владимировна Одоевцева, tên thật là Iraida Gustanovna Heinike, tiếng Nga: Ираида Густавовна Гейнике. Tiếng Latvia: Iraīda Heinike) (2 tháng 11 năm 1895 – 14 tháng 10 năm 1990) – là nữ nhà văn, nhà thơ Nga.

## Tiểu sử
Người đẹp Irina Odoyetseva sinh ra trong gia đình một luật sư ở Riga. Là thành viên của "Xưởng thơ" (Цех поэтов), học trò của nhà thơ nổi tiếng Nicolai Gumilyov. Irina Odoyetseva làm cho mọi người gặp cô đều yêu mến và cảm phục tài thơ, kể cả Nicolai Gumilyov. Từ nhỏ đã viết những bài thơ xuất sắc. Năm 1922 Irina Odoyetseva cùng chồng ra sống ở nước ngoài, phần lớn cuộc đời bà sống ở Paris. Thời gian này bà ít làm thơ mà chủ yếu là viết tiểu thuyết: "Ангел смерти" (1927), "Изольда" (1931), "Зеркало" (1939), "Оставь надежду навсегда" (1949). Sau chiến tranh bà trở lại làm thơ và viết nhiều hồi ký. Từng là thành viên của nhiều nhóm văn chương khác nhau, Irina Odoyetseva quen biết với nhiều nhà văn, nhà thơ nổi tiếng như Nicolai Gumilyov, Osip Mandelstam, Andrei Bely, Zinaida Nikolaevna Gippius, Ivan Bunin và nhiều người khác.
Năm 1987 bà quay trở về sống ở nước Nga. Bà mất ngày 14 tháng 10 năm 1990 ở Leningrad.

## Tác phẩm
•	Двор чудес, thơ 1920–1921, Изд. Мысль, Петроград, 1922
•	Ангел смерти 1927, tiểu thuyết
•	Изольда 1931, tiểu thuyết
•	Зеркало 1939, tiểu thuyết
•	Оставь надежду навсегда 1954, tiểu thuyết
•	Год жизни 1957, tiểu thuyết
•	На берегах Невы 1967, hồi kí
•	На берегах Сены 1983, hồi kí
•	На берегах Леты - hồi ký viết dở

## Một số bài thơ
| Bài ballad về Gumilyov Trên đường phố Preobrazhen vắng ngắt Ngọn gió tru và tuyết xoáy giữa trời Tôi gõ cửa nhà thơ Gumilyov Và nhà thơ ra mở cửa cho tôi. Một bếp lò cháy trong phòng làm việc Phía đằng sau cửa sổ thấy đen trời. Nhà thơ bảo: " Em viết bài ballad Về tôi và về cuộc sống của tôi! Đấy quả thực là đề tài rất tuyệt" Nhưng mà tôi liền đáp: "Không bao giờ Làm sao em viết được bài ballad? Anh đâu phải anh hùng, chỉ nhà thơ". Ánh phản chiếu phân kì từ lò sưởi Chiếu ánh hồng lên gương mặt nhà thơ. Đấy là trong một buổi chiều sương khói Trước đêm Giáng sinh ở Pê-téc-bua… Giờ tôi thường xuyên nhớ đến nhà thơ Cứ môi ngày nỗi buồn thêm tràn ngập. Và bây giờ tôi viết bài ballad Về nhà thơ và để tặng nhà thơ. Gumilyov từng khao khát Bôxpho Và tới châu Phi, vương quốc kì lạ Nghĩ về những anh hùng trong quá khứ Dưới lều căng rộng mở của bầu trời. Những ngôi sao từng rơi xuống, cắt ngang Bằng một sợi chỉ mỏng manh của lửa Và với mỗi ngôi sao anh từng nói: "Sao hãy biến ta thành một anh hùng!" Từng sống ở châu Phi hàng nửa năm Tựa hồ như người sống trong địa ngục Từng săn sư tử, và Gumilyov Từng đánh nhau với những thú rừng. Từng gặp cái chết không chỉ một lần Dưới "bầu trời khác" và trên sa mạc Khi nhà thơ trở về nhà, gặp mặt Những bạn bè đã an ủi anh rằng: "Ái chà, châu Phi! Quả là kì lạ Lửa trại và những cô gái da đen Những con hà mã là bạn của anh Những hươu cao cổ vô cùng tao nhã". Mặc áo đuôi tôm, một chút nghi ngờ Anh bước ra giữa gian phòng sáng tỏ Cúi xuống hôn một bàn tay phụ nữ Một quý bà mặc váy kiểu Pa-ri. "Tôi viết tặng em cả một trường ca Về dòng sông Nin cho em tôi kể Và tôi sẽ tặng cho em da hổ Cọp gấm này tôi giết ở châu Phi". Chiếc quạt màu hồng lúc lắc đung đưa Nàng có vẻ không thích Gumilyov "Em không yêu thơ. Thì em đâu biết Bộ lông thú kia dùng để làm gì"… Trong ngày kẻ thù tuyên bố chiến tranh Gumilyov lên đường đi chiến đấu Ra trận, bỏ lại Hoàng thôn yêu dấu Mẹ, đứa con trai cùng với vợ hiền. Gan dạ nhất trong những người gan dạ Và có lẽ chăng, vì chính điều này Mà đạn bom thù cảm thấy thương thay Không chạm đến người anh hùng như thế. Nhưng những bạn bè luôn nhìn hằn học Vào cây thập ác Georgy* "Tặng Gumilyov? Lố bịch nhường kia!" Sự mỉa mai làm miệng cười méo xệch. Những người lính cùng đại đội kị binh Những huân chương thế này đâu có được Nghe nói anh kết bạn cùng với sếp Qua rượu chè mà gạ gẫm cho mình. Không lâu trước ngày từ giã trần gian Anh rất tin tưởng nói rằng: "Chính xác Trong tình yêu, chiến tranh, trong bài bạc Tôi sẽ là người hạnh phúc thường xuyên!... Không trên biển cả, chẳng trên đất liền Đối với tôi – không có gì nguy hiểm…" Và anh đã từng là người bất hạnh Như mọi nhà thơ sống ở trần gian. Sau đó người ta trói anh vào tường Và xử bắn anh liền ngay sau đó** Cho đến bây giờ ở trên phần mộ Cả gò đất lẫn thập ác đều không. Nhưng những thiên thần vẫn từng yêu anh Bằng cả tấm lòng tìm anh bay đến Và những ngôi sao giữa trời lên tiếng: "Vinh quang cho ngươi, cho một anh hùng!" Bản dịch của Nguyễn Viết Thắng | Баллада о Гумилеве На пустынной Преображенской Снег кружился и ветер выл... К Гумилеву я постучала, Гумилев мне дверь отворил. В кабинете топилась печка, За окном становилось темней. Он сказал: "Напишите балладу Обо мне и жизни моей! Это, право, прекрасная тема",- Но я ему ответила: "Нет. Как о Вас напишешь балладу? Ведь вы не герой, а поэт". Разноглазое отсветом печки Осветилось лицо его. Это было в вечер туманный, В Петербурге на Рождество... Я о нем вспоминаю все чаще, Все печальнее с каждым днем. И теперь я пишу балладу Для него и о нем. Плыл Гумилев по Босфору В Африку, страну чудес, Думал о древних героях Под широким шатром небес. Обрываясь, падали звезды Тонкой нитью огня. И каждой звезде говорил он: - "Сделай героем меня!" Словно в аду полгода В Африке жил Гумилев, Сражался он с дикарями, Охотился на львов. Встречался не раз он со смертью, В пустыне под "небом чужим". Когда он домой возвратился, Друзья потешались над ним: - "Ах, Африка! Как экзотично! Костры, негритянки, там-там, Изысканные жирафы, И друг ваш гиппопотам". Во фраке, немного смущенный, Вошел он в сияющий зал И даме в парижском платье Руку поцеловал. "Я вам посвящу поэму, Я вам расскажу про Нил, Я вам подарю леопарда, Которого сам убил". Колыхался розовый веер, Гумилев не нравился ей. - "Я стихов не люблю. На что мне Шкуры диких зверей",.. Когда войну объявили, Гумилев ушел воевать. Ушел и оставил в Царском Сына, жену и мать. Средь храбрых он был храбрейший, И, может быть, оттого Вражеские снаряды И пули щадили его. Но приятели косо смотрели На георгиевские кресты: - "Гумилеву их дать? Умора!" И усмешка кривила рты. Солдатские - по эскадрону Кресты такие не в счет. Известно, он дружбу с начальством По пьяному делу ведет. Раз, незадолго до смерти, Сказал он уверенно: "Да. В любви, на войне и в картах Я буду счастлив всегда!.. Ни на море, ни на суше Для меня опасности нет..." И был он очень несчастен, Как несчастен каждый поэт. Потом поставили к стенке И расстреляли его. И нет на его могиле Ни креста, ни холма - ничего. Но любимые им серафимы За его прилетели душой. И звезды в небе пели: - "Слава тебе, герой!" |